# Хиже (Люблінське воєводство)
Хиже (пол. Chyże; укр. Хижі) — село в Польщі, у гміні Белзець Томашівського повіту Люблінського воєводства.
Населення — 369 осіб (2011).
Розташоване на Закерзонні (в історичному Надсянні).
У 1975-1998 роках село належало до Замойського воєводства.

## Демографія
Демографічна структура станом на 31 березня 2011 року:
|          | Загалом | Допрацездатний вік | Працездатний вік | Постпрацездатний вік |
| -------- | ------- | ------------------ | ---------------- | -------------------- |
| Чоловіки | 194     | 48                 | 127              | 19                   |
| Жінки    | 175     | 35                 | 97               | 43                   |
| Разом    | 369     | 83                 | 224              | 62                   |